# コルボラ
コルボラ（伊: Corbola）は、イタリア共和国ヴェネト州ロヴィーゴ県にある、人口約2,200人の基礎自治体（コムーネ）。

## 地理

### 位置・広がり

#### 隣接コムーネ
隣接するコムーネは以下の通り。
- アドリア
- アリアーノ・ネル・ポレージネ
- パポッツェ
- ターリオ・ディ・ポー

### 気候分類・地震分類
コルボラにおけるイタリアの気候分類 (it) および度日は、zona E, 2371 GGである。
また、イタリアの地震リスク階級 (it) では、zona 3 (sismicità bassa) に分類される。

## 行政

### 分離集落
コルボラには、以下の分離集落（フラツィオーネ）がある。
- Crociara, Livelli, Polesinello, Sagrati